# 古賀峯一
古賀 峯一（こが みねいち、1885年（明治18年）9月25日 - 1944年（昭和19年）3月31日）は、日本の海軍軍人。最終階級は元帥海軍大将。
海兵34期・海大15期。連合艦隊司令長官在職中に海軍乙事件にて殉職。

## 生涯
1885年（明治18年）9月25日、佐賀県西松浦郡有田村（現・有田町泉山）に生まれる。生家は現存し（2020年現在）、生家前には2002年に記念碑が建立されている。佐賀中学校在学時には、誠友団と名づけた交友団体に属していた。会員には吉田善吾（海兵32期）や小説家の下村湖人がおり、下村の『次郎物語』に登場する新賀峯雄は古賀である。
1903年（明治36年）12月17日、海軍兵学校（34期）に、席次195名中29番で入校。同期生に佐藤三郎、和田秀穂、住山徳太郎らがいる。1906年（明治39年）11月19日、175名中14番の成績で卒業。
当時の帝国海軍の大勢を占めていた大艦巨砲主義論者ではあったものの、対英米条約協調派の1人であり、ロンドン海軍軍縮会議の際は海軍省先任副官を務め、山梨勝之進、堀悌吉、下村正助などと協同して暗殺される覚悟で条約締結に尽力。米内光政・山本五十六・井上成美などとも親しく、井上は古賀の事を「非常にものの判断の正しい人」と高く評価していた。また、山本や堀とは個人的にも親しかった。
1937年（昭和12年）12月1日、軍令部次長。
1939年（昭和14年）10月21日、第二艦隊司令長官に親補される。12月14日、勲一等瑞宝章。

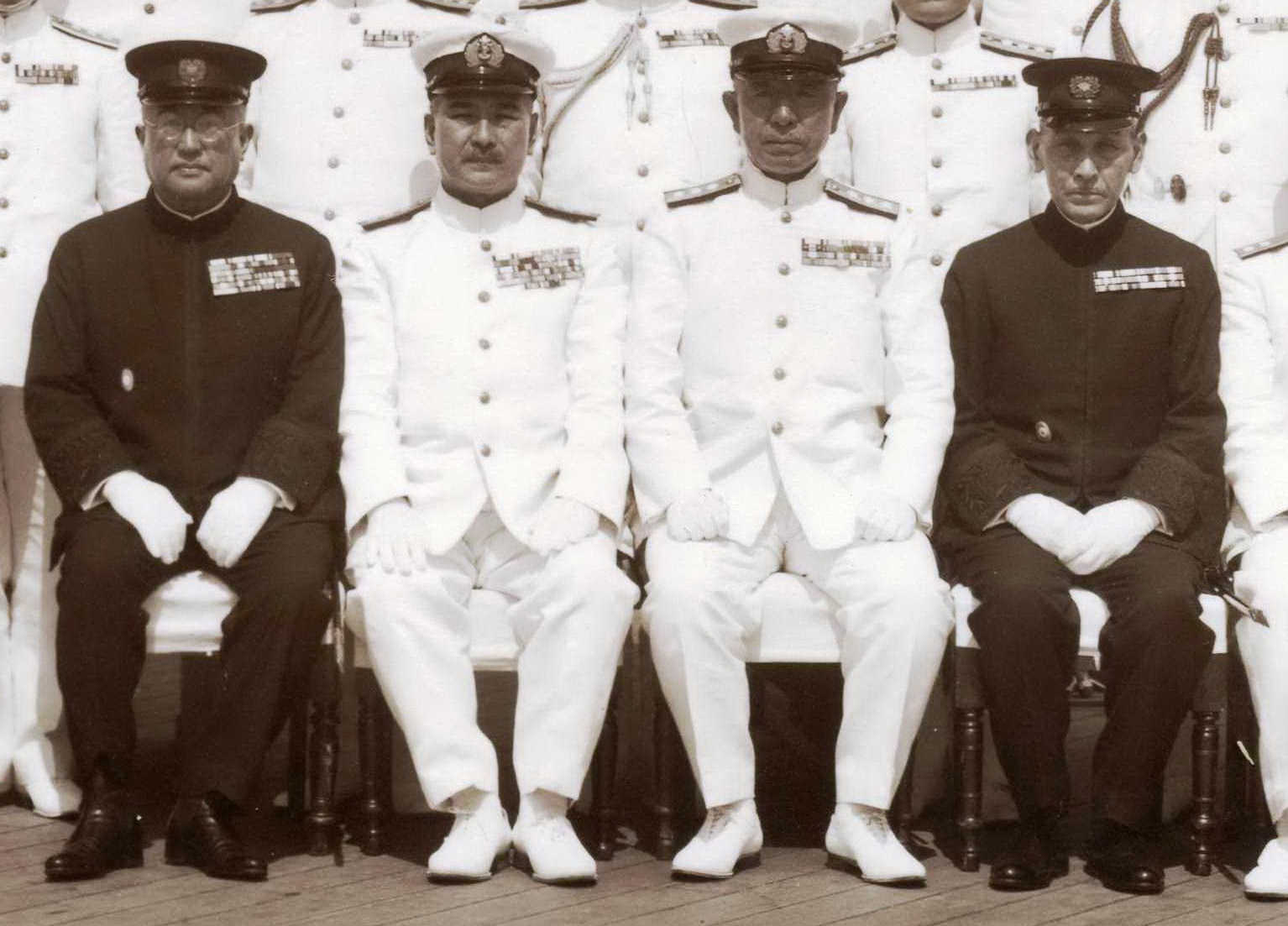
左から松平恒雄、嶋田繁太郎、古賀、百武三郎
戦艦「武蔵」艦上にて

1941年（昭和16年）9月1日、支那方面艦隊司令長官に親補される。12月、太平洋戦争開戦。
1942年（昭和17年）5月1日、海軍大将に親任される。11月10日、横須賀鎮守府司令長官に親補される。
1943年（昭和18年）4月21日、前任の山本五十六大将の戦死に伴い、連合艦隊司令長官に親補される。25日、旗艦武蔵の在泊するトラックに着任。第二航空戦隊航空参謀だった奥宮正武少佐によれば、古賀は海軍士官の中では大柄な方で、どちらかといえば言葉数の少ない提督であり、軍令系統の人で山本大将とは異なる意味で最適な人事に思われたが、航空部隊の指揮官としての経験がないことが気がかりであったという。連合艦隊司令長官に着任した古賀は、戦艦「金剛」以下の護衛をつけ、戦艦「武蔵」で山本五十六の遺骨をトラック島から東京まで送り届けた。
5月8日、トラック泊地の連合艦隊司令部（旗艦・武蔵）での作戦会議で、「日本海軍の兵力は米海軍のそれの半量以下で、勝算は三分の一もない」「活路を見出すためにマーシャル、ギルバート方面で、玉砕を覚悟で艦隊決戦を行う」と訓示を行う。
11月、ソロモン方面ではろ号作戦を、中部太平洋方面ではギルバート・マーシャル諸島の戦いを指揮した。古賀は、前任の山本五十六大将のい号作戦の故知にならいろ号作戦を自ら発意して実行した。その結果、母艦航空兵力を消耗して回復に時間が必要になり、前方海域決戦の思想が後退することになった。守りの姿勢に転換し、艦隊決戦を行うならば離島守備隊も捨石にするという玉砕をかけての千早城戦法を採用し、洋上戦ではバルチック艦隊邀撃戦法によって敵の主力艦隊と艦隊決戦を行おうとする戦法を採用して、新Z号作戦を策定した。
パラオ大空襲（1944年（昭和19年）3月30日 - 31日）のさなか、旗艦・武蔵からパラオの陸上に移っていた連合艦隊司令部は、急遽パラオからダバオに飛行艇で移動することとなった。しかし、古賀の搭乗していた飛行艇は途中で消息を絶ち、3月31日付で殉職と認定された（海軍乙事件）。
古賀は3月31日付で元帥府に列せられ、同日付で従三位から正三位に位階を追陞された。また、同盟国ドイツから柏葉騎士十字章が贈られた。
1944年（昭和19年）5月5日、大本営より古賀の殉職が発表された。昭和天皇は発表に先立ち、古賀を元帥府に列し、元帥の称号を賜い、功一級に叙し、金鵄勲章を授けた。さらに旭日桐花大綬章を授け、特旨をもって位一級を追陛し、正三位に叙した。

## 死後

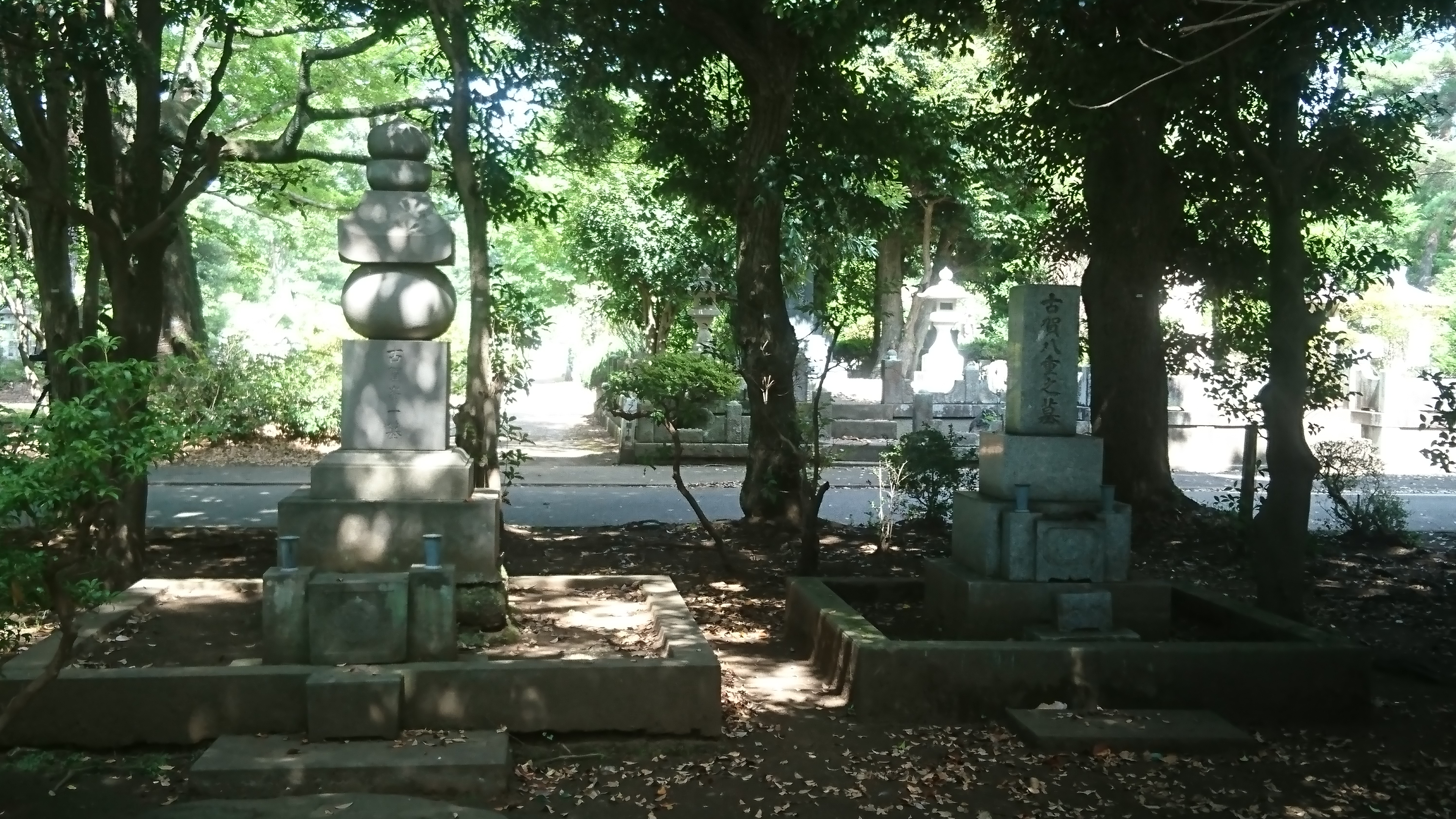
古賀の墓（左）

### 墓所など
- 古賀の葬儀は国葬とならなかったものの、墓所は東京都多磨霊園の名誉霊域に東郷平八郎、山本五十六と並べて作られるという待遇であった。しかしながら古賀の墓は他の二人と比べて質素となっており、古賀が戦死した時の連合艦隊参謀長であった福留繁が戦後になって「古賀の墓碑を立派なものに建て替えたい」と考えて古賀宅を訪問したところ、応対した古賀の妻は福留に「古賀はなんのお手柄一つ立てずあのような死を遂げたのですから、今の墓石で十分です、故人もそう思っているのにちがいありません」[9]と述べた[9]。

- 殉職後に元帥府に列せられたが、その時下賜された元帥刀と元帥正刀帯は、横須賀市田浦の海上自衛隊第2術科学校資料室に展示されている。

### 顕彰活動
- 出身地である佐賀県の有田町では、1980年に同町内の陶山神社に慰霊碑が建立され、有田町出身・在住の陶芸家で人間国宝に認定されている井上萬二が会長を務める顕彰会が、慰霊祭を毎年挙行している[1]。2018年5月12日に行われた第39回慰霊祭には佐賀県知事が出席し、海上自衛隊の儀仗隊が参加した[1]。

- 生前の古賀が、やはり有田町出身の実業家で親しくしていた江副孫右衛門（東洋陶器（現・TOTO）社長）に宛てた手紙（1937年（昭和12年） - 1943年（昭和18年）に書かれたもの）が、2019年6月に、江副の孫から井上萬二に託された[10]。井上は「この手紙を機に、町内にある古賀元帥の生家を記念館にして展示できたら」と述べた[10]。

## 年譜

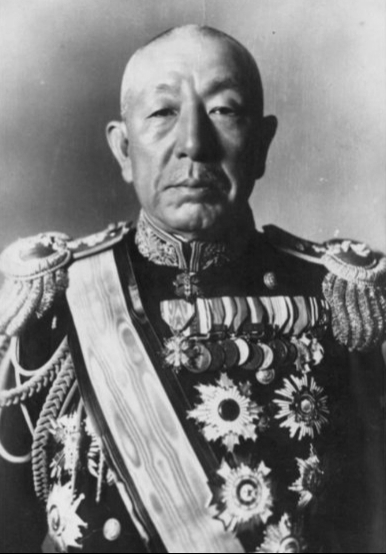

- 1885年（明治18年）9月25日-　佐賀県西松浦郡有田村生
- 1903年（明治36年）12月17日-  海軍兵学校入校（第34期）
- 1906年（明治39年）11月19日-　海軍兵学校卒業 、 海軍少尉候補生・2等巡洋艦「松島」乗組
- 1907年（明治40年）1月31日- 練習艦隊遠洋航海出発 ホノルル - ヒロ - ウェリントン - ブリスベーン - パーム島 - バタヴィア - シンガポール - 馬公 - 呉淞 - 青島 - 旅順 - 大連 - 仁川 - 鎮海湾 - 釜山 - 鹿児島方面巡航
  - 8月3日- 帰着
  - 8月5日- 戦艦「香取」乗組
  - 12月20日- 任 海軍少尉・3等巡洋艦「音羽」乗組
- 1908年（明治41年）5月15日- 3等巡洋艦「須磨」乗組
- 1909年（明治42年）4月30日- 海軍砲術学校普通科学生
  - 8月5日- 海軍水雷学校普通科学生
  - 10月11日- 任 海軍中尉
  - 12月22日- 2等巡洋艦「宗谷」乗組 海軍少尉候補生指導官
- 1910年（明治43年）2月1日- 練習艦隊遠洋航海出発 マニラ - アンボイナ - パーム島 - タウンズビル - ブリスベーン - シドニー - ホバート - メルボルン - フリーマントル - バタヴィア - シンガポール - 香港 - 馬公 - 基隆方面巡航 
  - 7月3日- 帰着
  - 12月1日- 海軍砲術学校附
- 1911年（明治44年）6月1日- 戦艦「安芸」乗組
  - 12月1日- 任 海軍大尉・海軍大学校乙種学生
- 1912年（大正元年）12月20日- 戦艦「鹿島」分隊長
- 1913年（大正2年）12月1日- 第2艦隊参謀
- 1915年（大正4年）12月13日- 海軍大学校甲種第15期学生
- 1917年（大正6年）11月29日- 海軍大学校卒業 卒業成績は20名中4位
  - 12月1日- 任 海軍少佐・海軍省軍令部出仕
- 1918年（大正7年）3月5日-　海軍省軍務局第1課員
- 1920年（大正9年）5月5日- 在フランス日本大使館附海軍駐在武官府補佐官
- 1922年（大正11年）8月1日- 帰朝
  - 12月1日- 任 海軍中佐・軽巡洋艦「北上」副長
- 1923年（大正12年）6月1日- 海軍省軍令部出仕 兼海軍大学校教官
  - 6月30日- 免 海軍省軍令部出仕
- 1925年（大正14年）10月20日- 連合艦隊兼第1艦隊参謀
- 1926年（大正15年）12月1日- 任 海軍大佐・在フランス日本大使館附海軍駐在武官兼造船造兵監督官
- 1927年（昭和2年）4月5日- 兼 艦政本部監督官
  - 4月26日- ジュネーブ海軍軍縮会議全権随員
- 1928年（昭和3年）11月1日- 帰朝
- 1929年（昭和4年）4月1日- 海軍軍令部 兼海軍省出仕
  - 5月1日-　海軍省先任副官
- 1930年（昭和5年）12月1日-　重巡洋艦「青葉」艦長
- 1931年（昭和6年）12月1日-　戦艦「伊勢」艦長
- 1932年（昭和7年）11月15日-　海軍軍令部第3班長
  - 12月1日-　任 海軍少将
- 1933年（昭和8年）9月15日-　海軍軍令部第2班長
  - 10月1日- 軍令部第2部長
- 1935年（昭和10年）11月15日-　第7戦隊司令官
- 1936年（昭和11年）12月1日-　任 海軍中将・練習艦隊司令官
- 1937年（昭和12年）6月7日- 練習艦隊遠洋航海出発 基隆 - マニラ - シンガポール - コロンボ - ジブチ - イスタンブール - アテネ - パレルモ - ナポリ - マルセイユ - アレクサンドリア - アデン - バタヴィア - 館山方面巡航
  - 10月19日- 帰着
  - 12月1日-　軍令部次長
- 1939年（昭和14年）10月21日-　第二艦隊司令長官に親補される
  - 12月14日- 勲一等瑞宝章受章
- 1941年（昭和16年）9月1日-　支那方面艦隊司令長官に親補される
- 1942年（昭和17年）5月1日-　海軍大将に親任される
  - 11月10日- 横須賀鎮守府司令長官に親補される
- 1943年（昭和18年）4月21日-　連合艦隊司令長官に親補される
- 1944年（昭和19年）3月31日-　搭乗機が消息を絶ち、同日付で殉職と認定される。同日付で元帥府に列せられる[6]。
  - 5月3日-　後任の連合艦隊司令長官に豊田副武大将が親補される（それまでは、連合艦隊の次席指揮官であった南西方面艦隊司令長官の高須四郎大将が、軍令承行令に基づき連合艦隊を指揮）
  - 5月5日-　古賀峯一大将の殉職が公表される

墓所は東京都府中市多磨霊園に所在。

## 栄典
位階
- 1936年（昭和11年）12月15日 - 従四位
- 1939年（昭和14年）11月15日 - 正四位[11]
- 1942年（昭和17年）5月15日 - 従三位
- 1944年（昭和19年）3月31日 - 正三位

勲章等
- 1920年（大正9年）11月1日 - 戦捷記章[12]
- 1944年（昭和19年）3月31日 - 元帥

## 関連文献
- 戦史叢書・第79巻 中国方面海軍作戦 （防衛庁防衛研究所戦史部編・朝雲新聞社）
- 戦史叢書・第38巻 中部太平洋方面海軍作戦（1） （防衛庁防衛研究所戦史部編・朝雲新聞社）
- 戦史叢書・第54巻 南西方面海軍作戦 （防衛庁防衛研究所戦史部編・朝雲新聞社）
- 海軍兵学校沿革・第2巻（海軍兵学校刊）
- 海軍兵学校出身者名簿（小野崎 誠編・海軍兵学校出身者名簿作成委員会）
- 日本海軍指揮官総覧（太平洋戦争研究会編・新人物往来社） ISBN 4-404-02246-8 C0021
- 日本陸海軍の制度・組織・人事（日本近代史料研究会編・東京大学出版会）
- 高松宮日記（細川護貞・阿川弘之・大井 篤・豊田隈雄編・中央公論新社） ISBN 4-12-490040-6 C3020
- 井上成美（阿川弘之著・新潮社） ISBN 4-10-300414-2 C0093
- 実松譲『最後の砦 提督吉田善吾の生涯』光人社
- 杉本 健『海軍の昭和史』光人社ＮＦ文庫 ISBN 4-7698-2226-X C0095
- 高木惣吉 日記と情報（上下巻：高木惣吉著・みすず書房） ISBN 4-622-03506-5 C3031
- 細川日記（細川護貞著・中央公論社） ISBN 4-12-000818-5 C0020
- 横山一郎『海へ帰る』原書房
- 米内光政（阿川弘之著・新潮社） ISBN 4-10-300413-4 C0093